# جاكوب ماثام
جاكوب ماثام (15 أكتوبر 1571 – 20 يناير 1631), من هارلم, كان نقاش ورسام تقني-بالقلم مشهور.

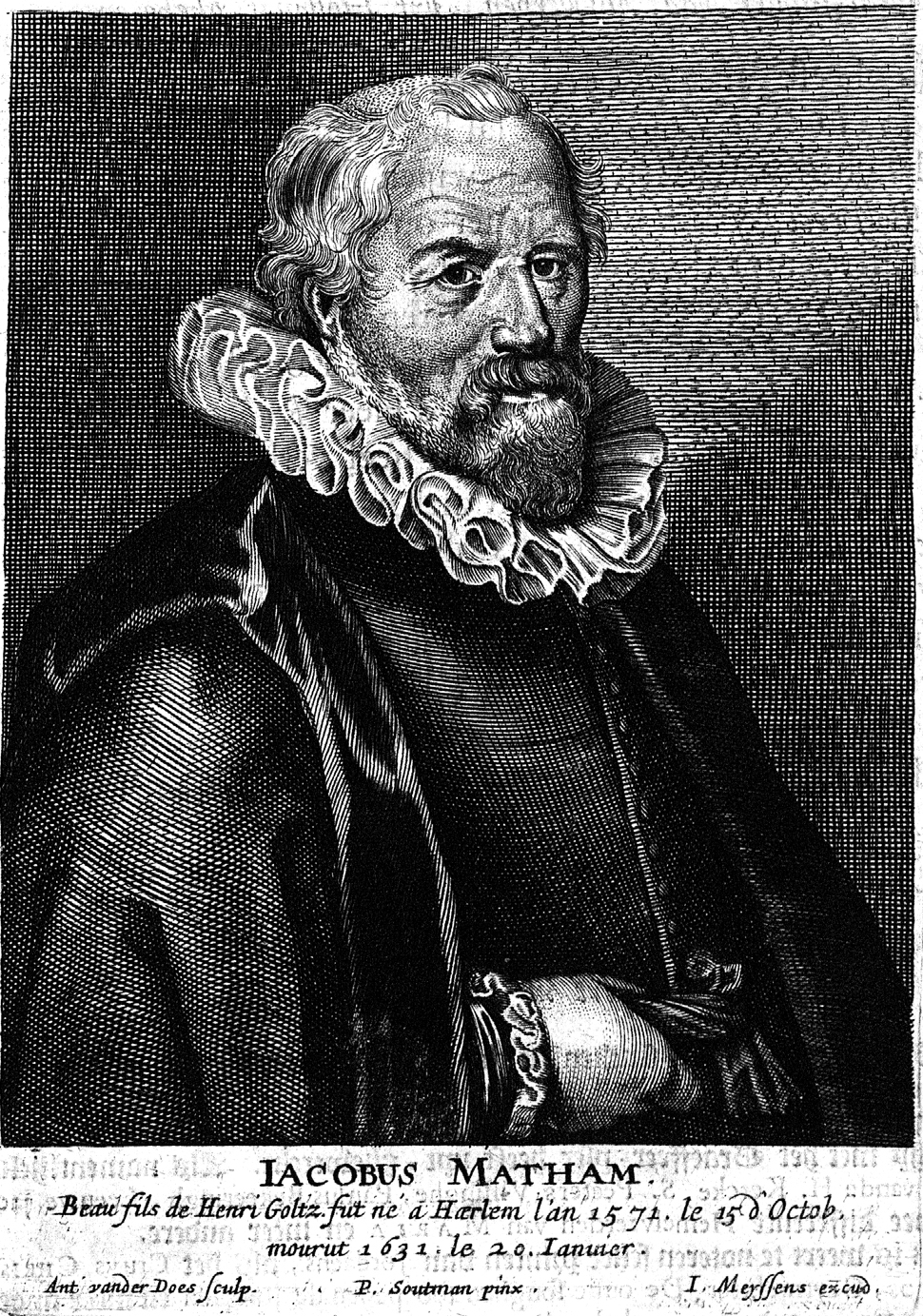
صورة لجاكوب ماثام من كتاب Het Gulden Cabinet, من نقش أنطوني فان در دز

## مواقع خارجية
- فيرمير ومدرسة دلفت, كتالوج عرض من متحف المتروبوليتان للفن، يحتوى على مواد لجاكوب ماثام